# Gotha Go 241
Il Gotha Go 241 era un bimotore da trasporto ad ala bassa realizzato dall'azienda tedesca Gothaer Waggonfabrik all'inizio degli anni quaranta e destinato al mercato dell'aviazione generale.
Sviluppato dal precedente Go 150, ne condivideva l'impostazione generale con l'aumento delle dimensioni atte al trasporto di quattro persone. L'unico esemplare realizzato rimase distrutto a seguito dei bombardamenti alleati nel 1944.

## Storia

### Sviluppo
All'inizio degli anni quaranta la Gotha decise di sviluppare un velivolo da turismo basato sulla positiva esperienza del precedente Go 150 biposto. Il nuovo modello, al quale secondo la designazione Reichsluftfahrtministerium venne assegnato la sigla Go 241, risultava destinato al mercato civile e offriva una maggiore capienza interna, elevata a quattro posti, anche se riproponeva l'impostazione generale del Go 150.
Rispetto al suo predecessore in sede progettuale furono aumentate tutte le dimensioni, scelta una motorizzazione più potente, una coppia di radiali BMW Bramo Sh 14 A da 160 PS (118 kW) raffreddati ad aria, e adottata una coda con impennaggio a doppia deriva.
L'ala, montata bassa, venne dotata di una coppia di ipersostentatori di intradosso per facilitare le manovre in fase di atterraggio.
In fase di costruzione del prototipo si decise di cambiare l'impianto propulsivo con una coppia di Hirth HM 506, un sei cilindri in linea rovesciati con raffreddamento ad aria, che garantiva comunque la stessa potenza dei radiali con una minore sezione frontale.
Il prototipo venne portato in volo per la prima volta nei primi anni quaranta con buoni risultati, per cui si decise l'avvio della produzione in serie. Per la necessità di privilegiare la produzione aeronautica a scopo bellico, il progetto venne però accantonato. L'unico esemplare realizzato venne distrutto a seguito dei bombardamenti alleati effettuati su Gotha nel novembre 1944.